# Jesse Tobias
Jesse Tobias, född 1 april 1972 i Austin, Texas, är en amerikansk gitarrist med mexikanskt ursprung. Han var Red Hot Chili Peppers gitarrist en kort period under 1993, efter att John Frusciante lämnat bandet. Innan Red Hot Chili Peppers spelade han med Mother Tongue, och senare med Alanis Morissette.
Han har spelat med Morrissey på konserter, när inte Alain Whyte kunnat deltaga. Morrisseys singel "You Have Killed Me", som släpptes i mars 2006, har Tobias hjälpt till att skriva musik till.

## Diskografi (urval)
Med Alanis Morissette
- 1997 – Jagged Little Pill, Live

Med Splendid
- 1999 – "Less Than Zero"
- 1999 – Have You Got A Name For It
- 1999 – "Come Clean" (1999)
- 2004 – States of Awake EP

Med Morrissey
- 2005 – Live at Earls Court
- 2006 – Ringleader of the Tormentors
- 2008 – Greatest Hits
- 2009 – Years of Refusal
- 2009 – Swords
- 2013 – 25Live
- 2014 – World Peace Is None of Your Business
- 2017 – Low in High School
- 2019 – California Son
- 2020 – I Am Not a Dog on a Chain